# Potešnye vojska

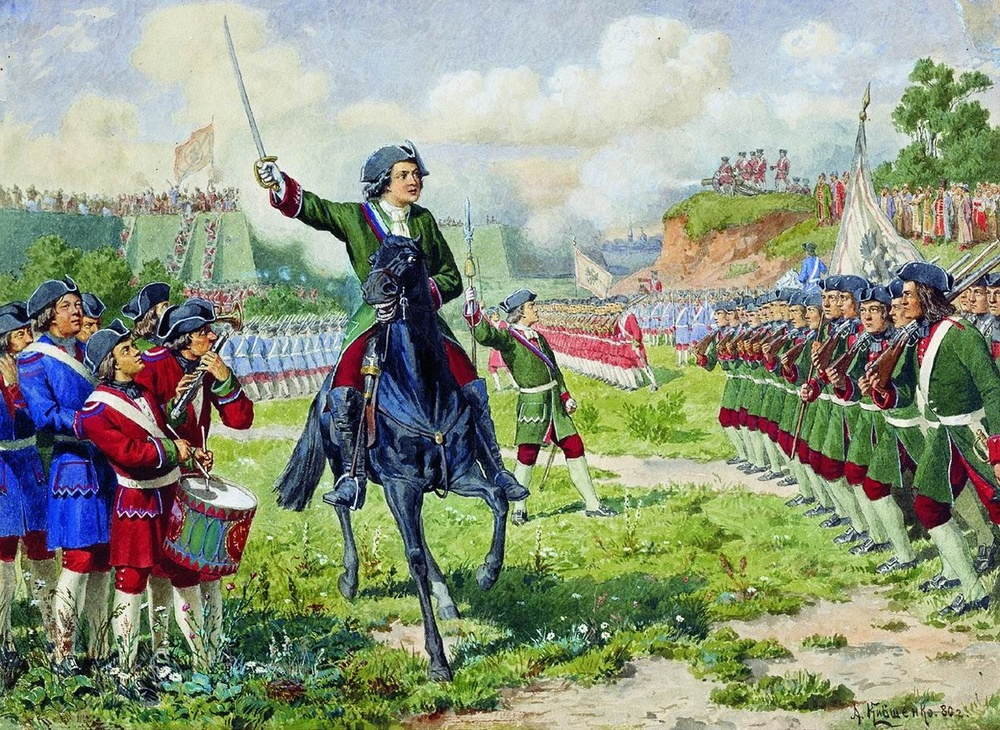
Il giovane Pietro I di Russia comanda i suoi potešnye in un quadro del 1882.

Potešnye vojska o semplicemente potešnye (in lingua russa Потешные войска, letteralmente "esercito giocattolo" o "esercito da divertimento") era il nome di un particolare corpo militare costituito nel 1683 presso la corte del futuro zar Pietro I di Russia, all'epoca ancora bambino: in sostanza, si trattava di un'unità militare, progressivamente cresciuta fino a contare diverse centinaia di uomini, creata arruolando servi della corte nonché figli della locale nobiltà e amici d'infanzia del futuro sovrano, al fine di fornire a Pietro un addestramento il più possibile realistico alle arti militari; i potešnye, un corpo militare perfettamente equipaggiato secondo i canoni più moderni dell'epoca, venivano utilizzati per inscenare esercitazioni militari e finte battaglie nei giardini della residenza di Pietro a Preobraženskoe.
Considerati il corpo militare più fedele allo zar, dopo la piena ascesa al trono di Pietro nel 1689 i potešnye costituirono la base per la formazione della guardia imperiale russa.

## Storia

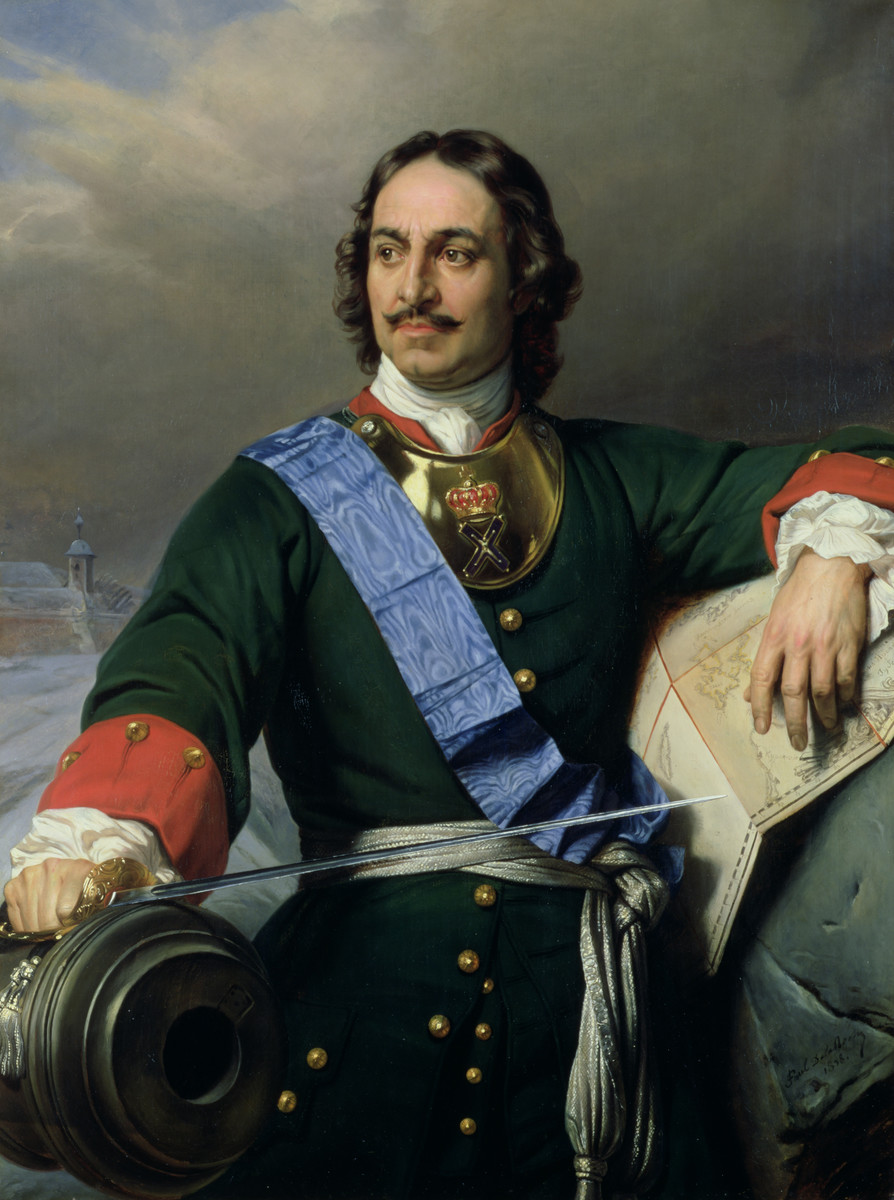
Pietro I, zar di Russia dal 1682 al 1721.

Nato nel 1672, Pietro Alekseevič Romanov dovette lasciare la corte di Mosca nel 1682, dopo che un sanguinoso colpo di stato aveva portato al potere Sof'ja Alekseevna Romanova, sorella del defunto zar Fëdor III di Russia e sorellastra di Pietro, autoproclamatasi reggente in luogo del sovrano ancora bambino; Pietro si trasferì quindi con la madre Natal'ja Kirillovna Naryškina nella residenza estiva di Preobraženskoe, un sobborgo di Mosca, dove visse per i successivi sette anni isolato dalla vita politica della corte.
La necessità di fornire una preparazione militare al futuro monarca spinse nel novembre del 1683 alla formazione del primo contingente di potešnye: inizialmente le prime "reclute" per il corpo provenivano semplicemente dai "compagni di giochi" del giovane Pietro, spesso figli della nobiltà locale, ma in seguito il monarca iniziò a reclutare nella sua "armata giocattolo" anche i servi e i dipendenti della corte presenti a Preobraženskoe. A dispetto del loro ruolo originario di "soldati giocattolo" del monarca bambino, i potešnye evolvettero progressivamente in un vero e proprio corpo militare, dotato anche di unità di artiglieria e di cavalleria, inscenando finte battaglie ed esercitazioni militari su scala sempre più vasta. A differenza del resto dell'esercito russo, la cui organizzazione era ancora in gran parte semi-feudale, i potešnye furono organizzati secondo i canoni militari più moderni dell'epoca e prendendo a modello gli eserciti dell'Europa occidentale: fu richiesta la consulenza di militari di professione, e ufficiali stranieri furono assunti per fungere da istruttori dei potešnye; questo dette modo al giovane sovrano di entrare in contatto con specialisti stranieri e favorì la penetrazione di idee militari moderne in Russia.
Composto in origine da una cinquantina di componenti (il ventitreenne Sergej Leont′evič Buchvostov, poi famoso ufficiale della guardia imperiale, fu una delle prime reclute), il corpo salì in breve tempo fino a un centinaio di effettivi, riuniti in una "compagnia di bombardieri"; nel 1685 l'organico fu espanso fino a 300 uomini, e in aggiunta alla loro apposita caserma a Preobraženskoe fu costruito un secondo alloggiamento nei pressi del villaggio di Semenovskoe, nonché un piccolo forte vicino alla residenza reale dove esercitarsi nella guerra d'assedio. Con l'aggiunta di volontari tratti dal corpo scelto degli Strel'cy, nel 1687 i potešnye furono riorganizzati in due compagnie separate denominate "Preobraženskij" e "Semënovskij" con propri contingenti di artiglieria e cavalleria dedicati, per un organico complessivo di circa 600 uomini. Molti dei futuri ufficiali e generali russi dell'epoca di Pietro militarono nei ranghi dei potešnye: tra questi, in particolare, vi fu Aleksandr Danilovič Menšikov, grande amico personale di Pietro e futuro principe dell'impero e Generalissimo dell'esercito russo.
Nel 1689 il giovane Pietro condusse un colpo di stato contro la reggente Sof'ja: grazie all'appoggio della nobiltà moscovita, degli Strel'cy e dei suoi addestratissimi potešnye, Pietro depose la sorellastra e ottenne il pieno controllo dello stato russo. Il nuovo zar avviò subito una serie di riforme per modernizzare le istituzioni russe, e i potešnye fornirono i primi elementi per la ricostruzione dell'esercito secondo i canoni europei. Le due compagnie proseguirono ancora per alcuni anni con la loro funzione originaria di addestratori per il sovrano: le simulazioni in cui vennero coinvolti erano sempre più realistiche, e lo stesso zar rimase leggermente ferito per lo scoppio di una granata durante una di queste esercitazioni nel 1690; tra settembre e l'ottobre del 1694 i potešnye furono al centro di una grande esercitazione militare vicino Koshuchovo che finì con il coinvolgere quasi 15.000 uomini.
Il 25 aprile 1695 le due compagnie di potešnye furono espanse nell'organico e divennero rispettivamente il Reggimento Preobraženskij e il Reggimento Semënovskij, le prime due unità operative della futura guardia imperiale russa; lo stesso zar Pietro assunse formalmente il grado di colonnello comandante dei due reggimenti.